# Національний банк Аргентини
Національний банк Аргентини (ісп. Banco de la Nación Argentina) — державний банк в Аргентині, найбільший у країні у банківському секторі.

## Огляд
Засновано 18 жовтня 1891 президентом Карлосом Пеллегріні з метою стабілізації національних фінансів після кризи 1890 року; його першим директором став Вісенте Лоренсо Касарес. На початку своєї діяльності банк став провідним джерелом фінансування дрібних фермерських господарств, а потім і для комерційних та промислових підприємств. Репутація банку постраждала після того, як стало відомо про отримання хабара радою директорів у 1994 році під час співробітництва з корпорацією IBM щодо поставки комп'ютерів, програмного забезпечення, комунікаційного обладнання.
Штаб-квартира банку розміщується в Буенос-Айресі. Будівлю спроектував місцевий архітектор Алехандро Бустільйо у 1938 році, її було зведено у стилі французького неокласицизму, й відкрито у 1952 році. Головна будівля банку також слугує художньою галереєю Алехандро Бустільйо, яку було засновано у 1971 році, а також для історичного нумізматичного музею.
Банк має 624 філії всією Аргентиною, а також 15 закордонних представництв (Болівія; Ріо-де-Жанейро та Сан-Паулу у Бразилії; Джорджтаун на Кайманах; Сантьяго у Чилі; Париж; Токіо; Панама; Асунсьйон у Парагваї; Мадрид; Лондон; Нью-Йорк і Маямі (США); Монтевідео в Уругваї та Каракас у Венесуелі),. Співробітниками банку є понад 16 000 чоловік в Аргентині та більше 200 — за її межами.
Нинішній директор Мерседес Марко дель Понт очолив Національний банк 3 лютого 2010 року, замінив на цьому посту Хуана Карлоса Фабрега.

## Вибрані філії

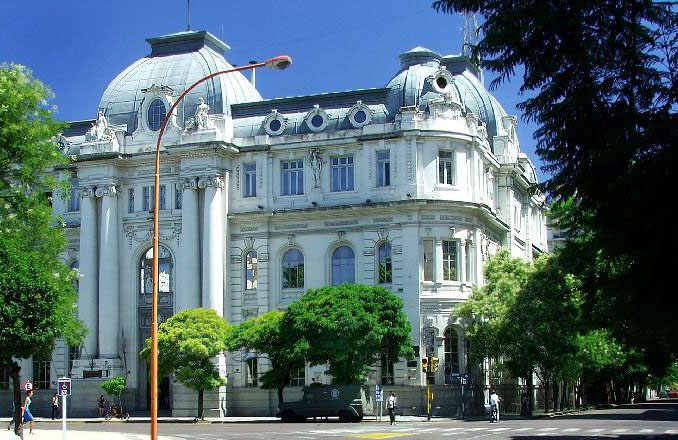
Баїя-Бланка
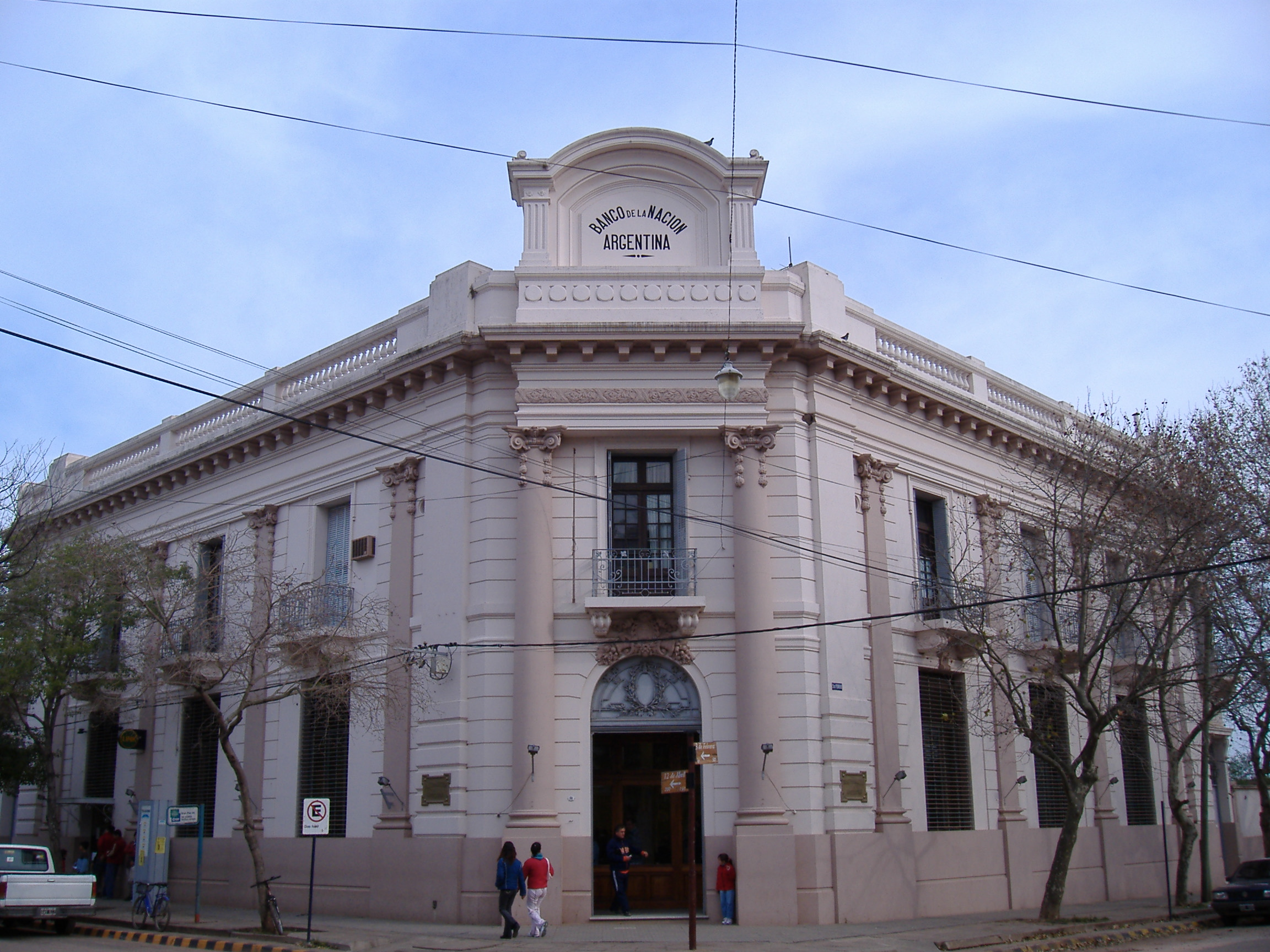
Колон[en]
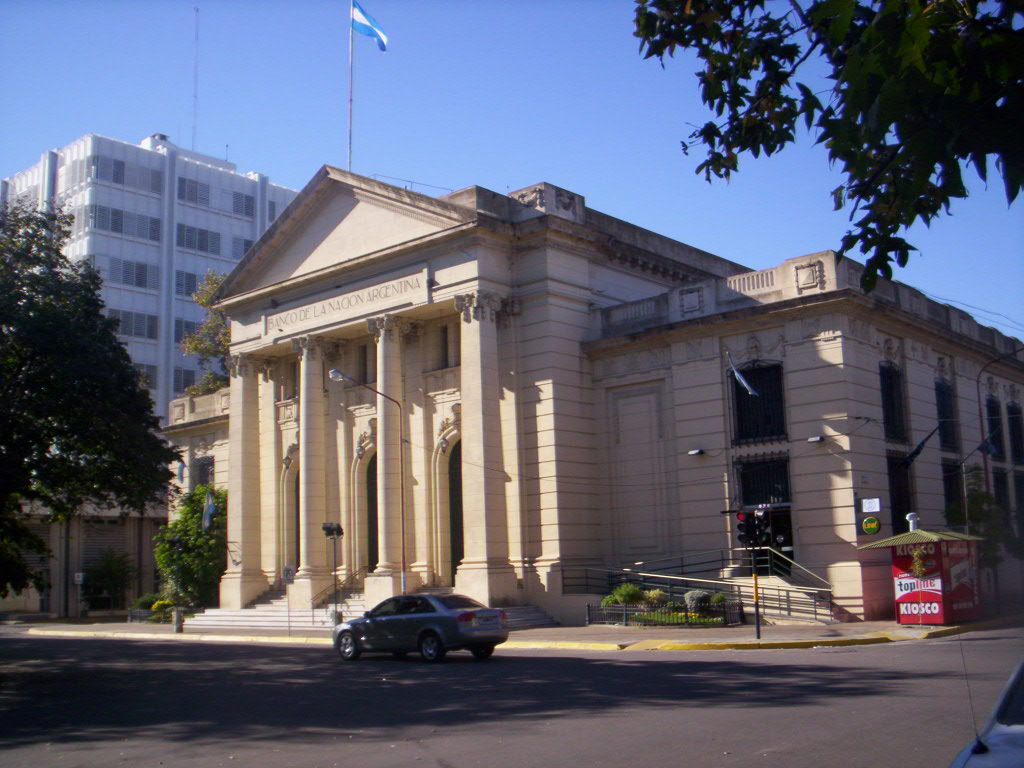
Хунін
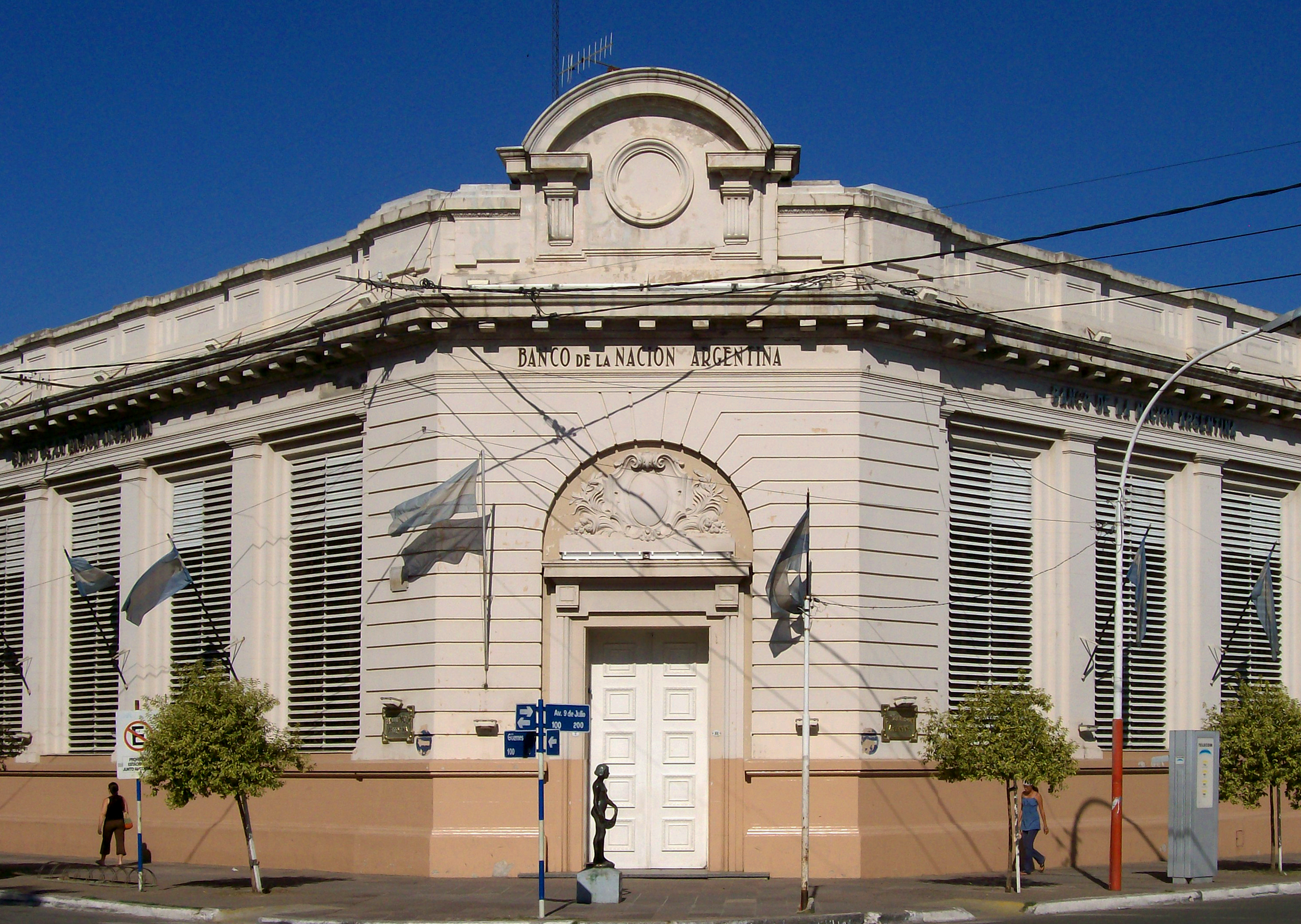
Ресістенсія